# Стеншевиці
Стеншевиці (пол. Stęszewice) — село в Польщі, у гміні Победзиська Познанського повіту Великопольського воєводства.
У 1975-1998 роках село належало до Познанського воєводства.